# Evecció
Evecció és la pertorbació periòdica sobre la longitud celeste de la Lluna causada pels canvis que el Sol provoca sobre l'excentricitat de l'òrbita lunar. Aquesta pertorbació pot arribar a representar 1° 27′ de longitud celeste i té un període de 31,8 dies.
El terme va ser introduït per l'astrònom francès Ismael Boulliau (1605-1694).